# داريل براون
داريل براون (بالإنجليزية: Darrel Brown) هو عداء مسافات قصيرة أمريكي تخصص في سباقات 100 متر ولد في يوم 11 أكتوبر 1984 في بلدة آريما في ترينيداد وتوباغو، أبرز إنجازاته هو فوزه بالميدالية الفضية في بطولة العالم لألعاب القوى 2003 في باريس، كما تمكن من الفوز ب3 ميداليات فضية في سباق 4×100 متر تتابع مع الفريق الترينيدادي، وذلك في بطولات 2001 في إدمونتون و2005 في هلسنكي و2009 في برلين.

## روابط خارجية
- داريل براون على موقع الاتحاد الدولي لألعاب القوى (الإنجليزية)
- داريل براون على موقع اللجنة الأولمبية الدولية (الإنجليزية)
- داريل براون على موقع أوليمبيديا (الإنجليزية)
- داريل براون على موقع اتحاد ألعاب الكومنولث (مؤرشف) (الإنجليزية)